# Leichtathletik-Weltmeisterschaften 2019/Zehnkampf der Männer

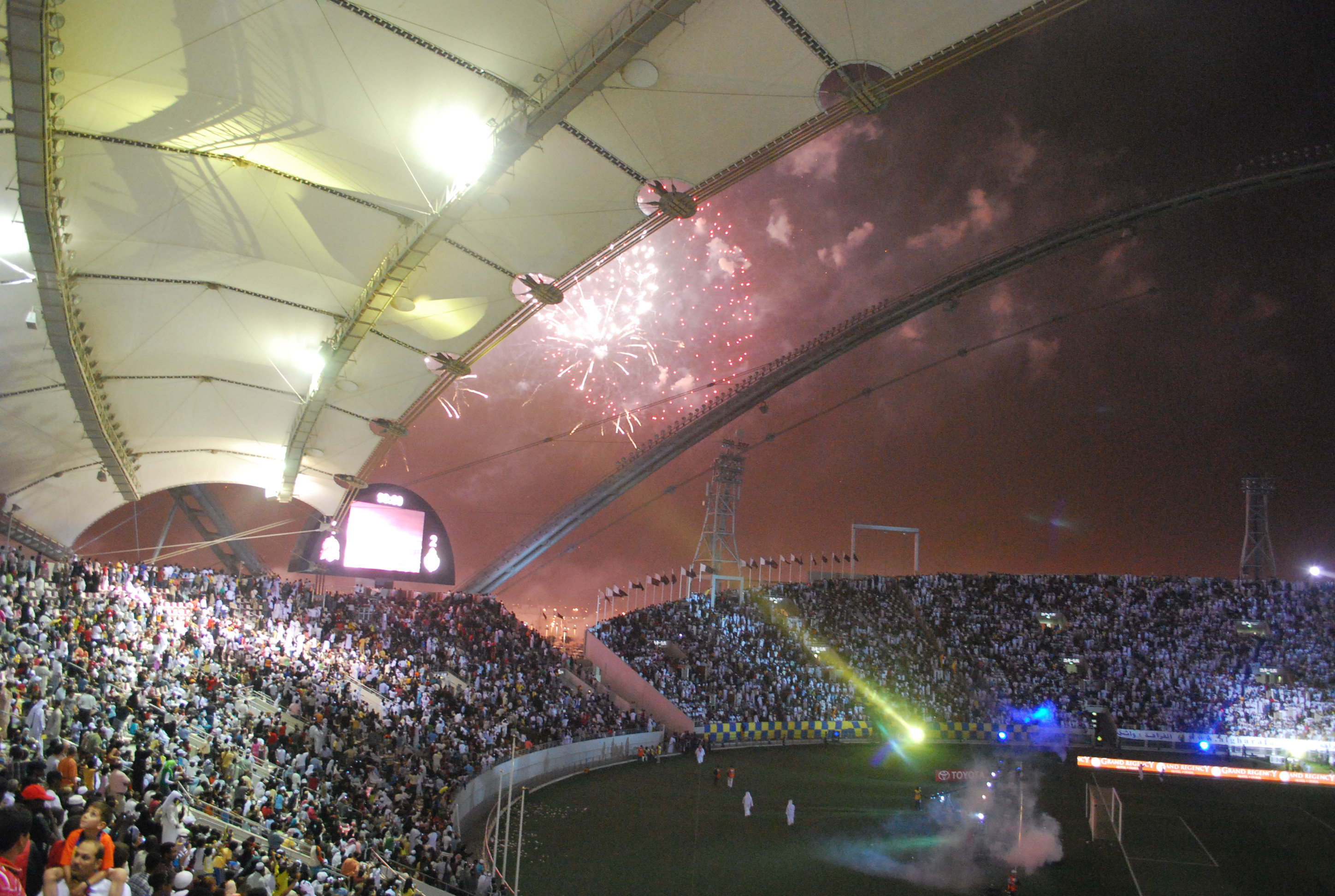
Das Khalifa International Stadium während des Emir Cups im Jahr 2009

Der Zehnkampf der Männer bei den Leichtathletik-Weltmeisterschaften 2019 fand am 2. und 3. Oktober 2019 im Khalifa International Stadium der katarischen Hauptstadt Doha statt.
Weltmeister wurde der Deutsche Niklas Kaul. Er gewann vor dem Esten Maicel Uibo. Wie schon bei den Weltmeisterschaften 2013 ging Bronze an den kanadischen Vizeweltmeister von 2015 und Olympiadritten von 2016 Damian Warner.

## Rekorde
| Weltrekord             | Kevin Mayer   | 9126 Punkte | Décastar, Talence, Frankreich     | 15./16. September 2018 |
| WM-Rekord              | Ashton Eaton  | 9045 Punkte | WM in Peking, Volksrepublik China | 28./29. August 2015    |
| Weltjahresbestleistung | Damian Warner | 8711 Punkte | Hypomeeting Götzis, Österreich    | 25./26. Mai 2019       |

Der bestehende WM-Rekord wurde bei diesen Weltmeisterschaften nicht eingestellt und nicht verbessert.

## Qualifikationsmodus
Die in der Zeit zwischen dem 7. März 2018 und dem 6. September 2019 zu erbringende Qualifikationsnorm betrug 8200 Punkte. Darüber hinaus waren der amtierende Weltmeister und der zum 6. September Punktbeste der IAAF World Combined Events Challenge automatisch per Wildcard qualifiziert. Weiterhin waren die amtierenden Kontinentalmeister prinzipiell startberechtigt. Pro Landesverband durften außerdem maximal drei Zehnkämpfer starten. Sollten durch diesen Modus weniger als 24 Teilnehmer im Wettbewerb sein, bestand die Möglichkeit, auf der Grundlage der Weltrangliste auf dem Stand vom 6. September 2019 weitere Athleten zu nominieren.

## Starterfeld
Für das Teilnehmerfeld waren folgende 24 Athleten gemeldet (Stand: 22. September 2019):
| Name                    | Nation                      | Qualifikations- leistung | Datum              | Ort          | Weltranglisten- position |
| ----------------------- | --------------------------- | ------------------------ | ------------------ | ------------ | ------------------------ |
| Kevin Mayer             | Frankreich                  | 9126                     | 16. September 2018 | Talence      | –                        |
| Damian Warner           | Kanada                      | 8795                     | 27. Mai 2018       | Götzis       | 01                       |
| Niklas Kaul             | Deutschland                 | 8572                     | 14. Juli 2019      | Gävle        | 08                       |
| Maicel Uibo             | Estland                     | 8514                     | 27. Mai 2018       | Götzis       | 03                       |
| Lindon Victor           | Grenada                     | 8473                     | 26. Mai 2019       | Götzis       | 05                       |
| Pierce Lepage           | Kanada                      | 8453                     | 23. Juni 2019      | Talence      | 06                       |
| Kai Kazmirek            | Deutschland                 | 8444                     | 30. Juni 2019      | Ratingen     | 04                       |
| Pieter Braun            | Niederlande                 | 8342                     | 27. Mai 2018       | Götzis       | 11                       |
| Tim Duckworth           | Großbritannien              | 8336                     | 7. Juni 2018       | Eugene       | 14                       |
| Ilja Schkurenjow        | Authorised Neutral Athletes | 8321                     | 8. August 2018     | Berlin       | 10                       |
| Devon Williams          | USA                         | 8295                     | 26. Juli 2019      | Des Moines   | 35                       |
| Wital Schuk             | Belarus                     | 8290                     | 8. August 2018     | Berlin       | 12                       |
| Janek Õiglane           | Estland                     | 8251                     | 27. Juli 2019      | Rakvere      | 23                       |
| Tim Nowak               | Deutschland                 | 8229                     | 16. September 2018 | Talence      | 17                       |
| Martin Roe              | Norwegen                    | 8228                     | 28. April 2018     | Florenz      | 07                       |
| Solomon Simmons         | USA                         | 8227                     | 26. Juli 2019      | Des Moines   | 29                       |
| Thomas Van der Plaetsen | Belgien                     | 8214                     | 23. Juni 2019      | Talence      | 18                       |
| Basile Rolnin           | Frankreich                  | 8205                     | 30. Juni 2019      | Ratingen     | 19                       |
| Paweł Wiesiołek         | Polen                       | 8204                     | 9. Juni 2019       | Krakau       | 28                       |
| Harrison Williams       | USA                         | 8188                     | 26. Juli 2019      | Des Moines   | 32                       |
| Cedric Dubler           | Australien                  | 8185                     | 26. Mai 2019       | Götzis       | 21                       |
| Fredrik Samuelsson      | Schweden                    | 8165                     | 27. Mai 2018       | Götzis       | 25                       |
| Georni Jaramillo        | Venezuela                   | 8048                     | 5. Mai 2018        | Barquisimeto | 27                       |
| Keisuke Ushiro          | Japan                       | 7948                     | 27. Mai 2018       | Götzis       | 25                       |

Der gemeldete Brite Tim Duckworth war schließlich nicht am Start. Tatsächlich traten am 2. Oktober 23 Athleten zum Wettkampf an.

## Zeitplan

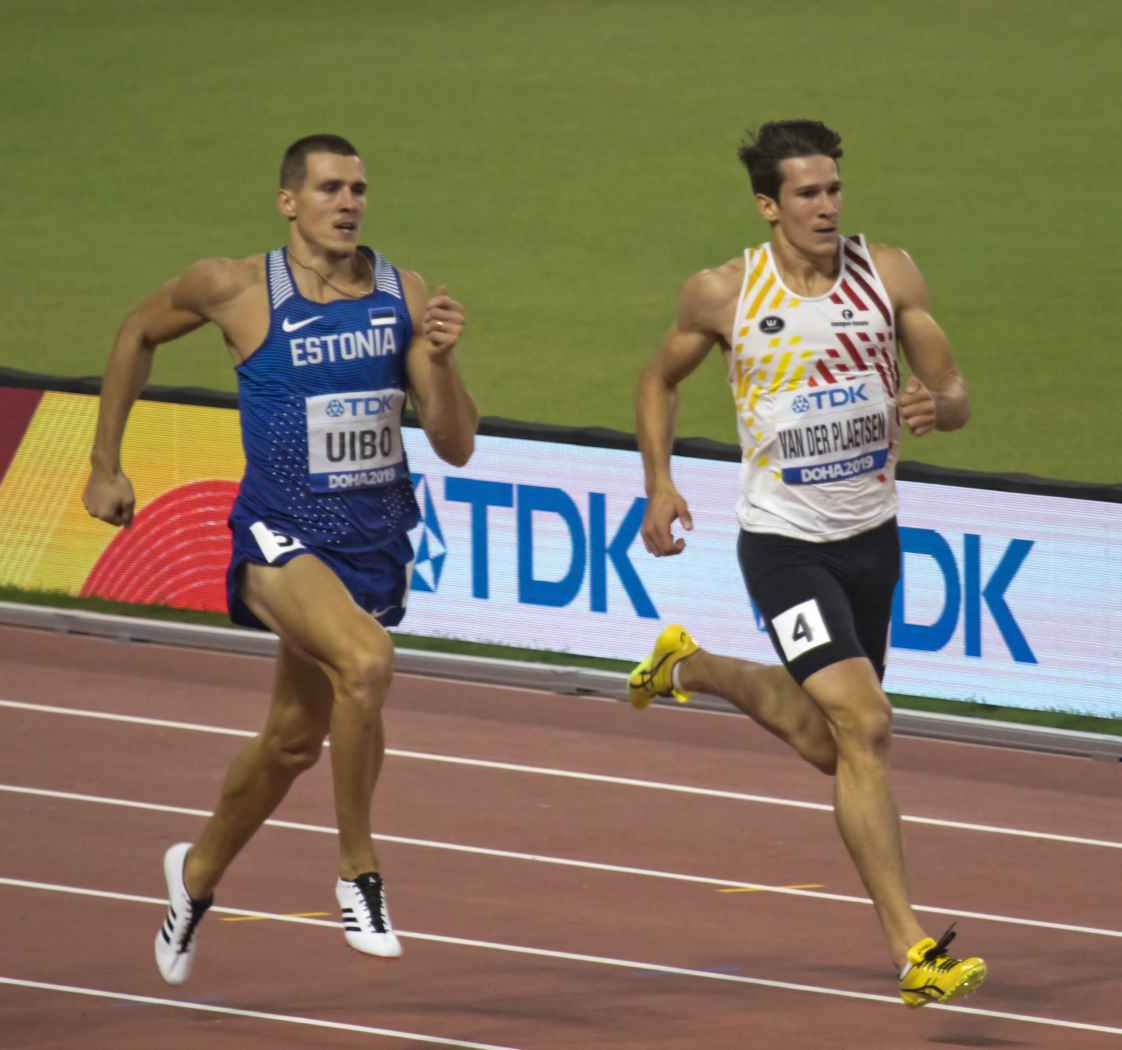
Aus dem ersten 400-Meter-Lauf: Maicel Uibo (links) und Thomas Van Der Plaetsen
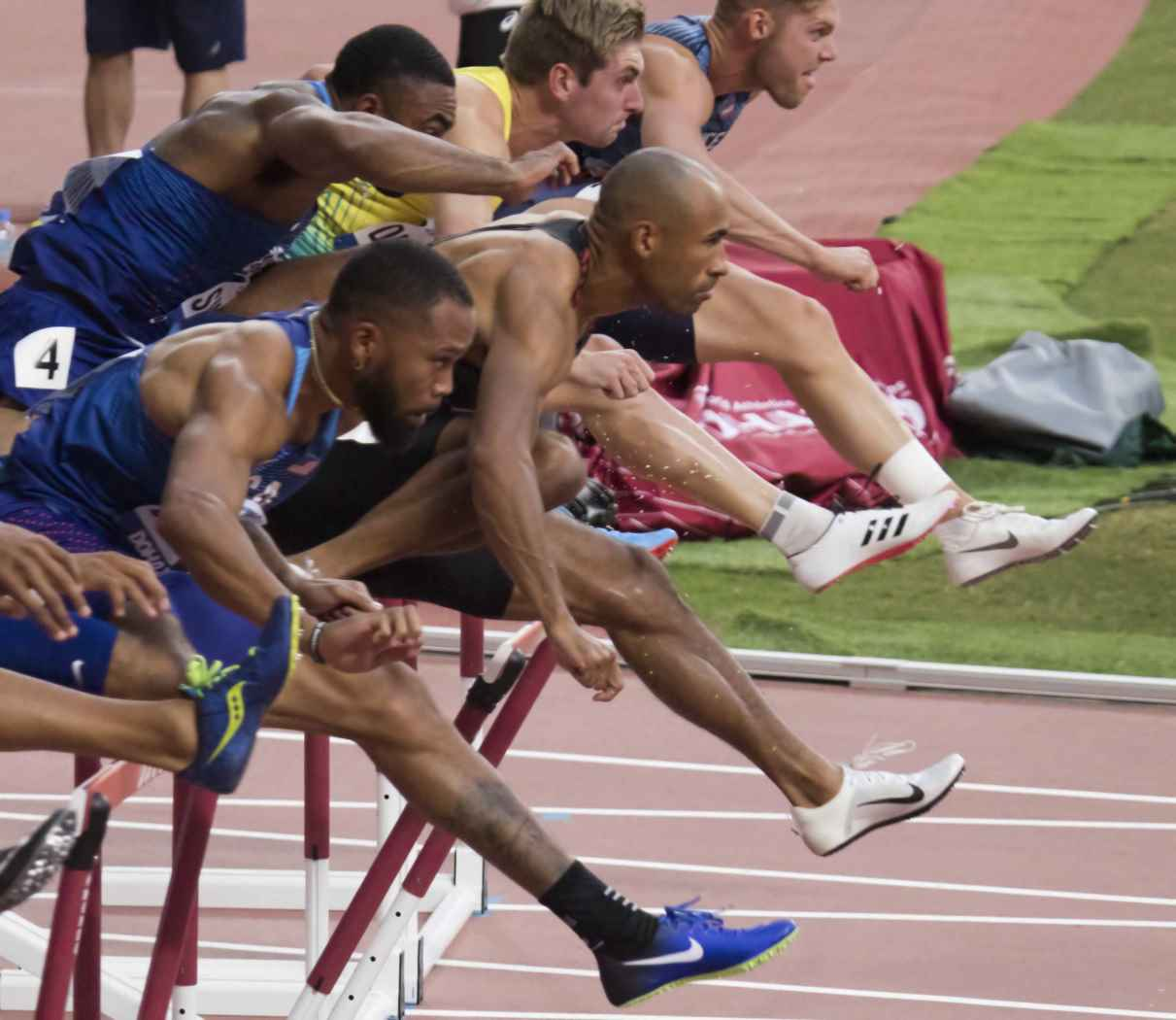
Drittes Rennen über 110 Meter Hürden

Alle Zeitangaben beziehen sich auf die Ortszeit in Doha.
| Tag 1 2. Oktober |                                       |           |
| ---------------- | ------------------------------------- | --------- |
| Tag 1 2. Oktober | 100 m                                 | 16:35 Uhr |
| Tag 1 2. Oktober | Weitsprung                            | 17:30 Uhr |
| Tag 1 2. Oktober | Kugelstoßen                           | 18:50 Uhr |
| Tag 1 2. Oktober | Hochsprung                            | 20:40 Uhr |
| Tag 1 2. Oktober | 400 m                                 | 23:15 Uhr |
| Tag 2 2. Oktober |                                       |           |
| 110 m Hürden     | 16:35 Uhr                             |           |
| Diskuswurf       | 17:30 Uhr Gruppe A 18:35 Uhr Gruppe B |           |
| Stabhochsprung   | 19:05 Uhr Gruppe A 20:05 Uhr Gruppe B |           |
| Speerwurf        | 22:05 Uhr Gruppe A 23:10 Uhr Gruppe B |           |
| 1500 m           | 0:25 Uhr 4. Oktober                   |           |

Gewertet wurde nach der auch heute gültigen Punktetabelle von 1985.

## Ausgangslage

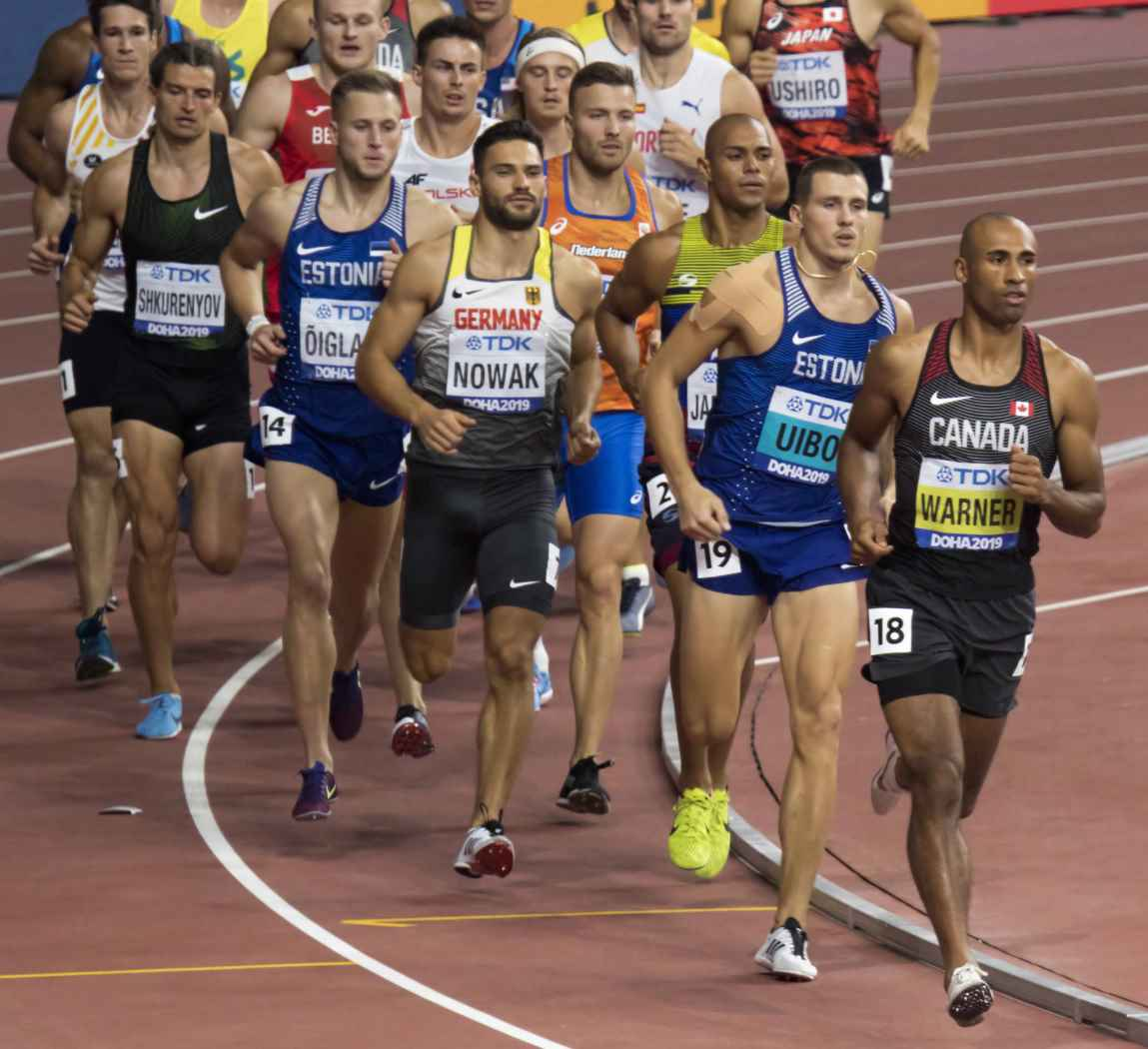
Ein in der Anfangsphase des abschließenden 1500-Meter-Laufs noch geschlossenes Feld

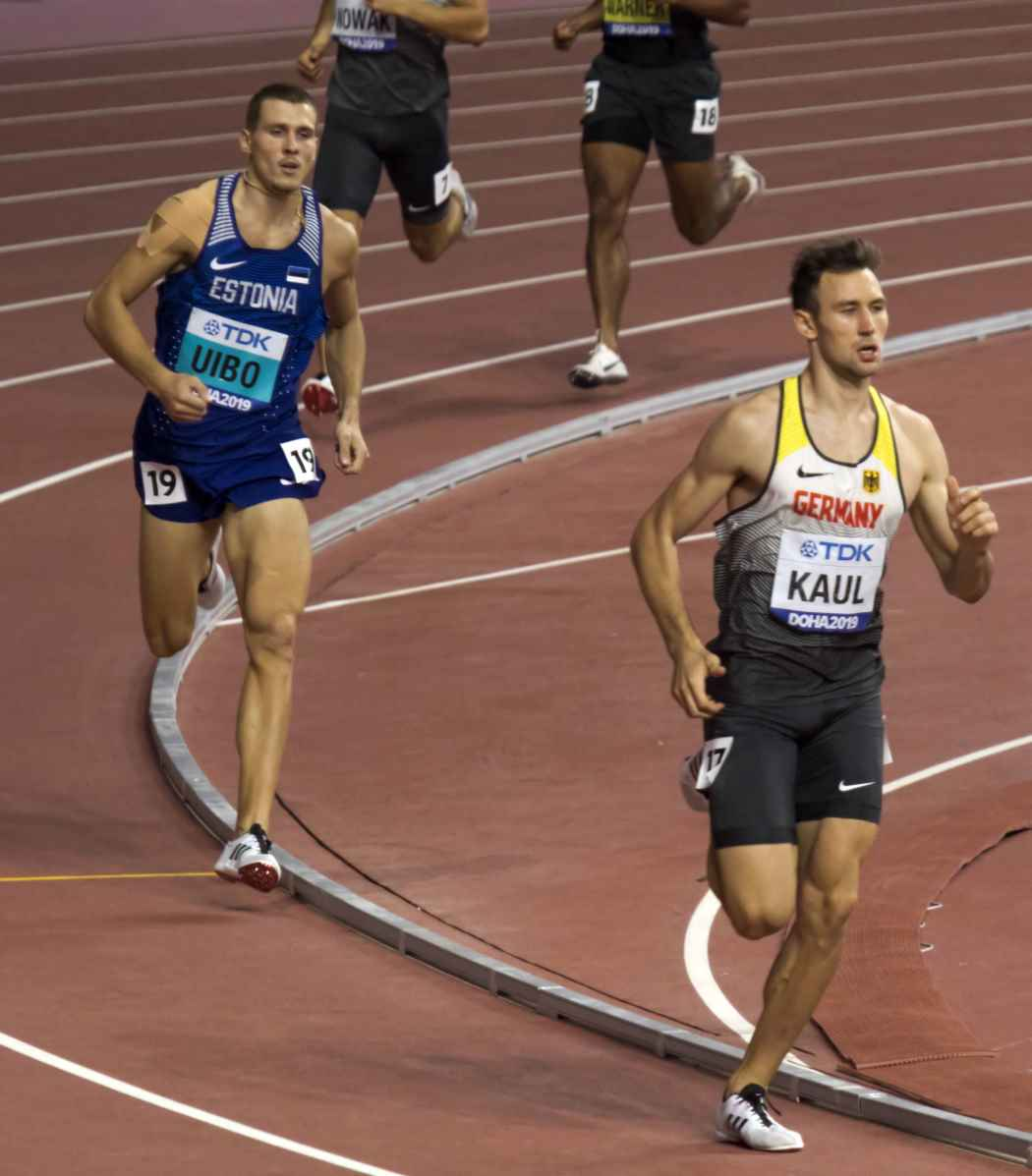
1500 Meter: Niklas Kaul (rechts) löste sich vom Feld, dahinter Maicel Uibo

Einer der beiden Hauptfavoriten auf den Weltmeistertitel war der Kanadier Damian Warner, der sich schon Ende Mai in Götzis in guter Form präsentiert hatte, im August bei den Panamerikanischen Spielen siegte und die Weltrangliste des Jahres anführte.
Der zweite Topfavorit war der Franzose Kevin Mayer, Weltmeister von 2017 und Weltrekordhalter aus dem Jahr 2018. Er hatte in der WM-Saison noch keinen vollständigen Zehnkampf absolviert und reduzierte seine Wettkämpfe seit der Hallensaison 2018/2019 zugunsten seiner Vorbereitung auf die Weltmeisterschaften deutlich. In verschiedenen Einzeldisziplinen konnte er sehr gute Leistungen vorweisen.
Dahinter gab es mehrere Athleten, die sich Hoffnungen auf eine vordere Platzierung oder sogar eine Medaille machen durften. Aus deutscher Sicht interessant war die Entwicklung des erst einundzwanzigjährigen Niklas Kaul, der als U20-Weltrekordhalter von 2017 in seiner zweiten Saison in der Altersklasse der Männer seine Bestleistung auf 8572 Punkte hatte steigern können. Außerdem meldete sich der im letzten Jahr pausierende WM-Dritte von 2017 Kai Kazmirek mit guten Aussichten zurück in den aktiven Wettkampfsport.

## Wettbewerbsverlauf
Am ersten Tag zeigte sich vor allem Mitfavorit Damian Warner sehr stark und führte das Feld nach fünf Disziplinen mit einem knappen Vorsprung an. Zweiter war zu diesem Zeitpunkt überraschend sein Landsmann Pierce Lepage, der 27 Punkte hinter ihm lag. Nur drei weitere Punkte zurück folgte Kevin Mayer. Der Ausgang war bei diesen knappen Abständen vollkommen offen. Niklas Kaul belegte nach der Hälfte der Disziplinen mit einem Rückstand von 349 Punkten auf den Führenden den elften Rang.
In der ersten Übung des zweiten Tages, dem 110-Meter-Hürdenlauf, kam es zu zwei vorentscheidenden Ereignissen. Warner vergrößerte durch eine sehr gute Leistung (13,56 s) seinen Vorsprung. Im selben Rennen erreichte Weltrekordinhaber Mayer nach 13,87 s das Ziel, verletzte sich jedoch dabei und es war fraglich, ob er seinen Wettkampf würde fortsetzen können. Kai Kazmirek, der sich nach dem ersten Tag auf Rang sieben durchaus noch Medaillenhoffnungen machen konnte, lief an einer Hürde vorbei und erhielt somit keine Punkte. Er machte zwar weiter, lag aber jetzt aussichtslos zurück und wurde am Ende Siebzehnter. Niklas Kauls Rückstand auf den führenden Warner betrug nun 487 Punkte. Der Este Maicel Uibo war zu diesem Zeitpunkt Sechster mit einem Rückstand von 308 Punkten auf Rang eins.
In den letzten vier Disziplinen veränderte sich die Reihenfolge an der Spitze komplett. Mayer überstand den Diskuswurf zwar noch mit einer sehr guten Leistung (48,34 m) und übernahm damit sogar die zwischenzeitliche Führung, musste jedoch im Stabhochsprung allzu sehr behindert durch seine Verletzung passen und gab nach gerissener Anfangshöhe den Wettkampf auf. Uibo (Dritter) und Kaul (Sechster) schoben sich mit starken Leistungen nach dem Diskuswurf und Stabhochsprung deutlich weiter nach vorne. Die Führung übernahm hier Lepage vor dem als Neutraler Athlet startenden Ilja Schkurenjow. Uibo und Warner, der mit schwächeren Leistungen im Diskuswurf (42,19 m) und Stabhochsprung (4,70 m) erheblich an Boden eingebüßt hatte, lagen gleichauf auf dem dritten Rang.
Jetzt standen mit dem Speerwurf und dem 1500-Meter-Lauf noch die letzten beiden Übungen an, in denen Kaul die deutlich stärksten Vorleistungen aller noch im Wettbewerb befindlichen Teilnehmer hatte. Mit 79,05 m warf er die größte je in einem Zehnkampf erzielte Weite und verbesserte sich damit auf den dritten Platz. Uibo übernahm hier mit 7869 Punkten die Führung, Warner lag als Zweiter nur fünfzehn Punkte dahinter und Kaul folgte mit nur neunzehn Punkten Rückstand auf Uibo. Vierter war Schkurenjow (43 Punkte auf Rang eins), Fünfter Lepage (73 P Rückstand).
Auch im abschließenden 1500-Meter-Lauf war Kaul mit 4:15,70 min der deutlich schnellste Teilnehmer. Er hatte damit mehr als sechs Sekunden Vorsprung vor seinem Landsmann Tim Nowak. Der hier drittplatzierte Uibo folgte mit mehr als fünfzehn Sekunden Rückstand auf Kaul. Warners Abstand auf Kaul betrug etwas mehr als 25 Sekunden. Schkurenjow und Lepage lagen noch weiter zurück. Damit wurde Niklas Kaul ganz überraschend Weltmeister mit der neuen persönlichen Bestleistung von 8691 Punkten. Maicel Uibo gewann 87 Punkte dahinter Silber vor Damian Warner, der weitere 75 Punkte zurücklag. Ilja Schkurenjow wurde 197 Punkte hinter Kaul Vierter. Rang fünf belegte Pierce Lepage (246 Punkte auf Platz eins).

## Ergebnis
2./3. Oktober 2019
| Platz | Name                    | Nation                      | Punkte |  | 100 m          | Weit- sprung  | Kugel- stoßen | Hoch- sprung | 400 m         |  | Stand n. Tag 1 (P) |  | 110 m Hürden   | Diskus- wurf  | Stabhoch- sprung | Speer- wurf    | 1500 m            |
| 1     | Niklas Kaul             | Deutschland                 | 8691   |  | 11,27 s 801 P  | 7,19 m 859 P  | 15,10 m 796 P | 2,02 m 822 P | 48,48 s 886 P |  | 4164               |  | 14,64 s 894 P  | 49,20 m 854 P | 5,00 m 910 P     | 79,05 m 1028 P | 4:15,70 min 841 P |
| 2     | Maicel Uibo             | Estland                     | 8604   |  | 11,10 s 838 P  | 7,46 m 925 P  | 15,12 m 797 P | 2,17 m 963 P | 50,44 s 794 P |  | 4317               |  | 14,43 s 920 P  | 46,64 m 801 P | 5,40 m 1035 P    | 63,83 m 796 P  | 4:31,51 min 735 P |
| 3     | Damian Warner           | Kanada                      | 8529   |  | 10,35 s 1011 P | 7,67 m 977 P  | 15,17 m 800 P | 2,02 m 822 P | 48,12 s 903 P |  | 4513               |  | 13,56 s 1032 P | 42,19 m 709 P | 4,70 m 819 P     | 62,87 m 781 P  | 4:40,77 min 675 P |
| 4     | Ilja Schkurenjow        | Authorised Neutral Athletes | 8494   |  | 11,02 s 856 P  | 7,61 m 962 P  | 14,71 m 772 P | 2,11 m 906 P | 49,36 s 844 P |  | 4340               |  | 14,28 s 939 P  | 48,75 m 844 P | 5,20 m 972 P     | 59,56 m 731 P  | 4:41,95 min 668 P |
| 5     | Pierce Lepage           | Kanada                      | 8445   |  | 10,36 s 1008 P | 7,79 m 1007 P | 13,21 m 680 P | 2,05 m 850 P | 47,35 s 941 P |  | 4486               |  | 14,19 s 950 P  | 41,19 m 689 P | 5,20 m 972 P     | 57,42 m 699 P  | 4:45,09 min 649 P |
| 6     | Janek Õiglane           | Estland                     | 8297   |  | 10,94 s 874 P  | 7,32 m 891 P  | 15,20 m 802 P | 1,96 m 767 P | 49,14 s 855 P |  | 4189               |  | 15,13 s 834 P  | 43,37 m 733 P | 5,00 m 910 P     | 72,46 m 927 P  | 4:36,24 min 704 P |
| 7     | Pieter Braun            | Niederlande                 | 8222   |  | 11,16 s 825 P  | 7,47 m 927 P  | 15,26 m 806 P | 2,02 m 822 P | 48,79 s 871 P |  | 4251               |  | 14,59 s 900 P  | 45,59 m 779 P | 4,80 m 849 P     | 59,84 m 735 P  | 4:35,62 min 708 P |
| 8     | Solomon Simmons         | USA                         | 8151   |  | 10,70 s 929 P  | 7,37 m 903 P  | 15,33 m 810 P | 1,96 m 767 P | 49,31 s 847 P |  | 4256               |  | 14,10 s 962 P  | 46,26 m 793 P | 4,80 m 849 P     | 53,25 m 637 P  | 4:44,17 min 654 P |
| 9     | Thomas Van Der Plaetsen | Belgien                     | 8125   |  | 11,38 s 778 P  | 7,20 m 862 P  | 13,78 m 715 P | 2,08 m 878 P | 50,89 s 774 P |  | 4007               |  | 14,80 s 874 P  | 46,17 m 791 P | 5,30 m 1004 P    | 63,67 m 793 P  | 4:43,95 min 656 P |
| 10    | Tim Nowak               | Deutschland                 | 8122   |  | 11,12 s 834 P  | 7,07 m 830 P  | 14,69 m 771 P | 2,02 m 822 P | 49,60 s 833 P |  | 4090               |  | 14,60 s 899 P  | 45,02 m 767 P | 4,90 m 880 P     | 56,76 m 689 P  | 4:22,18 min 797 P |
| 11    | Cedric Dubler           | Australien                  | 8101   |  | 10,75 s 917 P  | 7,25 m 873 P  | 12,43 m 633 P | 2,02 m 822 P | 48,41 s 889 P |  | 4135               |  | 14,13 s 958 P  | 44,30 m 752 P | 4,70 m 819 P     | 59,04 m 723 P  | 4:34,75 min 714 P |
| 12    | Paweł Wiesiołek         | Polen                       | 8064   |  | 10,76 s 915 P  | 7,02 m 818 P  | 15,26 m 806 P | 1,96 m 767 P | 49,37 s 844 P |  | 4150               |  | 14,65 s 892 P  | 47,20 m 812 P | 4,90 m 880 P     | 55,00 m 663 P  | 4:42,06 min 667 P |
| 13    | Wital Schuk             | Belarus                     | 8058   |  | 10,95 s 872 P  | 6,63 m 727 P  | 15,13 m 798 P | 1,96 m 767 P | 48,08 s 905 P |  | 4069               |  | 14,49 s 912 P  | 46,64 m 801 P | 4,80 m 849 P     | 58,66 m 718 P  | 4:35,45 min 709 P |
| 14    | Harrison Williams       | USA                         | 7892   |  | 10,76 s 915 P  | 7,14 m 847 P  | 13,78 m 715 P | 1,93 m 740 P | 47,93 s 913 P |  | 4130               |  | 14,43 s 920 P  | 44,23 m 751 P | 4,80 m 849 P     | 48,59 m 568 P  | 4:40,96 min 674 P |
| 15    | Fredrik Samuelsson      | Schweden                    | 7860   |  | 11,13 s 832 P  | 7,11 m 840 P  | 13,97 m 727 P | 2,02 m 822 P | 50,08 s 811 P |  | 4032               |  | 14,78 s 876 P  | 42,71 m 720 P | 4,80 m 849 P     | 57,39 m 699 P  | 4:39,48 min 684 P |
| 16    | Keisuke Ushiro          | Japan                       | 7545   |  | 11,44 s 765 P  | 6,90 m 790 P  | 14,31 m 747 P | 1,90 m 714 P | 51,42 s 750 P |  | 3766               |  | 15,26 s 818 P  | 48,41 m 837 P | 4,50 m 760 P     | 61,36 m 758 P  | 4:52,12 min 606 P |
| 17    | Kai Kazmirek            | Deutschland                 | 7414   |  | 10,82 s 901 P  | 7,26 m 876 P  | 14,30 m 747 P | 2,05 m 850 P | 47,35 s 941 P |  | 4315               |  | DNF 0 P        | 44,85 m 764 P | 5,20 m 972 P     | 60,08 m 739 P  | 4:49,16 min 624 P |
| 18    | Martin Roe              | Norwegen                    | 6845   |  | 10,94 s 874 P  | 7,28 m 881 P  | 15,08 m 795 P | 1,87 m 687 P | DSQ 0 P       |  | 3237               |  | 15,86 s 749 P  | 47,18 m 812 P | 4,60 m 790 P     | 60,61 m 747 P  | 5:08,91 min 510 P |
| 19    | Georni Jaramillo        | Venezuela                   | 6645   |  | 10,88 s 888 P  | 7,47 m 927 P  | 15,42 m 816 P | NM 0 P       | 48,66 s 877 P |  | 3508               |  | 14,19 s 950 P  | 44,00 m 746 P | 4,40 m 731 P     | 58,15 m 710 P  | DNF 0 P           |
| DNF   | Kevin Mayer             | Frankreich                  | 6310   |  | 10,50 s 975 P  | 7,56 m 950 P  | 16,82 m 902 P | 1,99 m 794 P | 48,99 s 862 P |  | 4483               |  | 13,87 s 991 P  | 48,34 m 836 P | NM 0 P           | DNS            |                   |
| DNF   | Devon Williams          | USA                         | 5953   |  | 10,84 s 897 P  | 7,36 m 900 P  | 13,76 m 714 P | 1,93 m 740 P | 48,37 s 891 P |  | 4142               |  | 13,91 s 986 P  | 47,32 m 815 P | NM 0 P           | DNS            |                   |
| DNF   | Lindon Victor           | Grenada                     | 5345   |  | 10,66 s 938 P  | 7,51 m 937 P  | 16,24 m 866 P | 2,05 m 850 P | 48,55 s 883 P |  | 4474               |  | 14,82 s 871 P  | NM 0 P        | NM 0 P           | DNS            |                   |
| DNF   | Basile Rolnin           | Frankreich                  | 0769   |  | 11,42 s 769 P  | DNS           |               |              |               |  | 0769               |  |                |               |                  |                |                   |
| DNS   | Tim Duckworth           | Großbritannien              |        |  |                |               |               |              |               |  |                    |  |                |               |                  |                |                   |

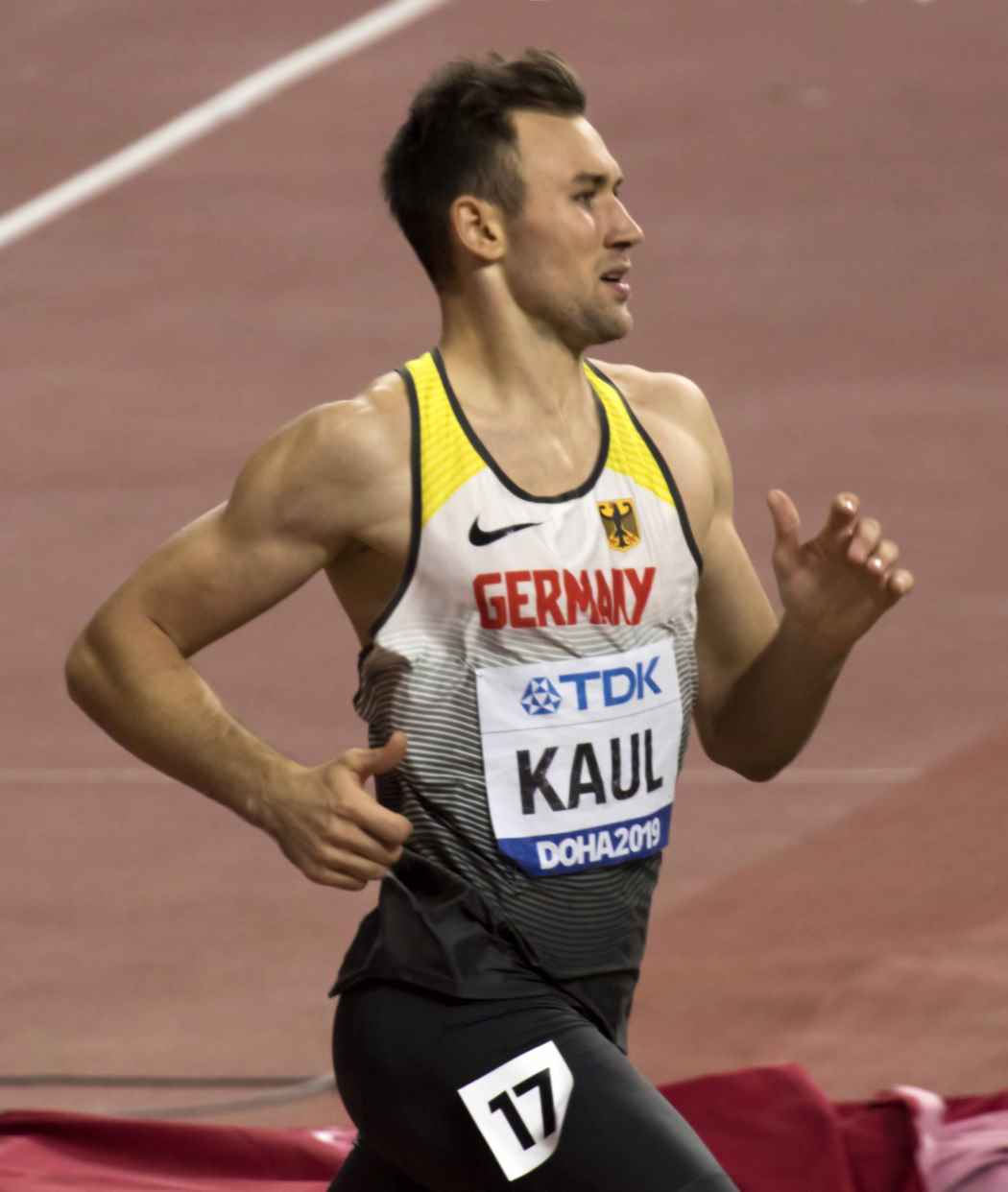
Überraschungsweltmeister Niklas Kaul
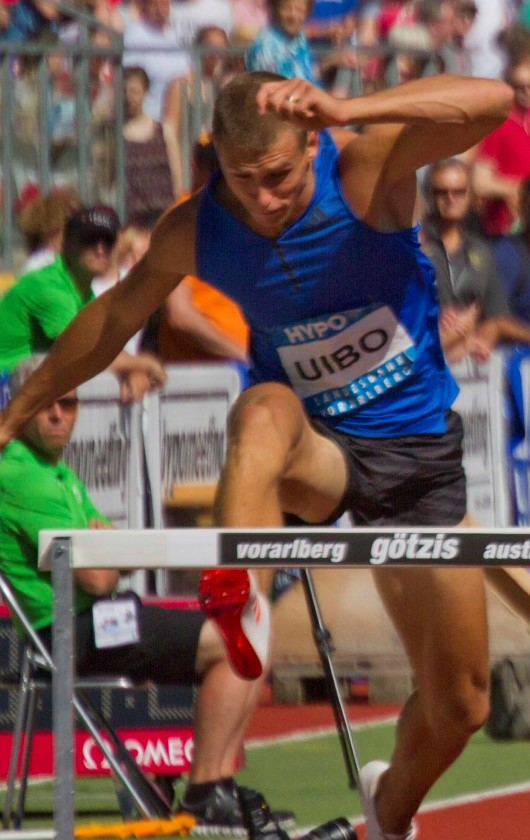
Vizeweltmeister Maicel Uibo
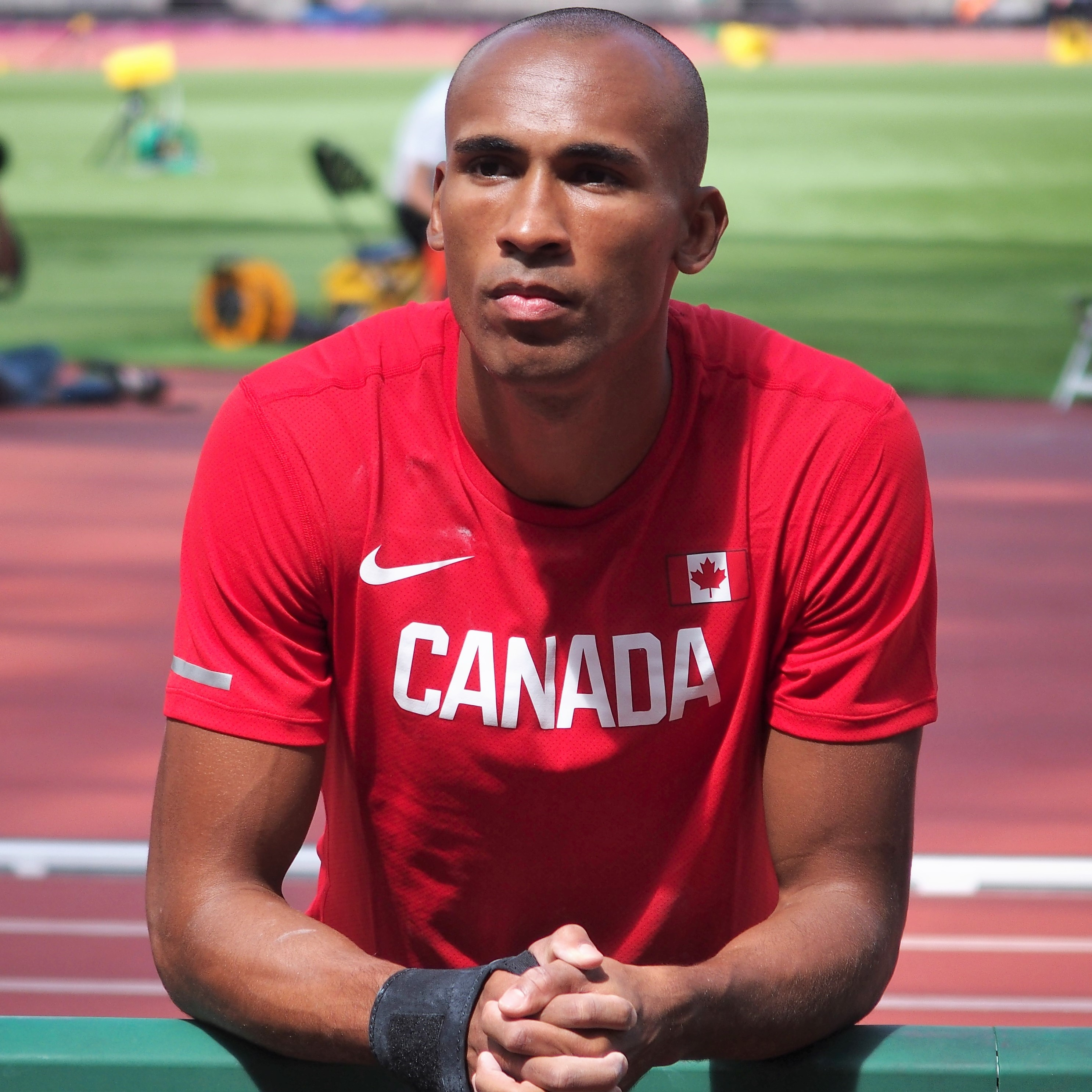
Bronzemedaillengewinner Damian Warner
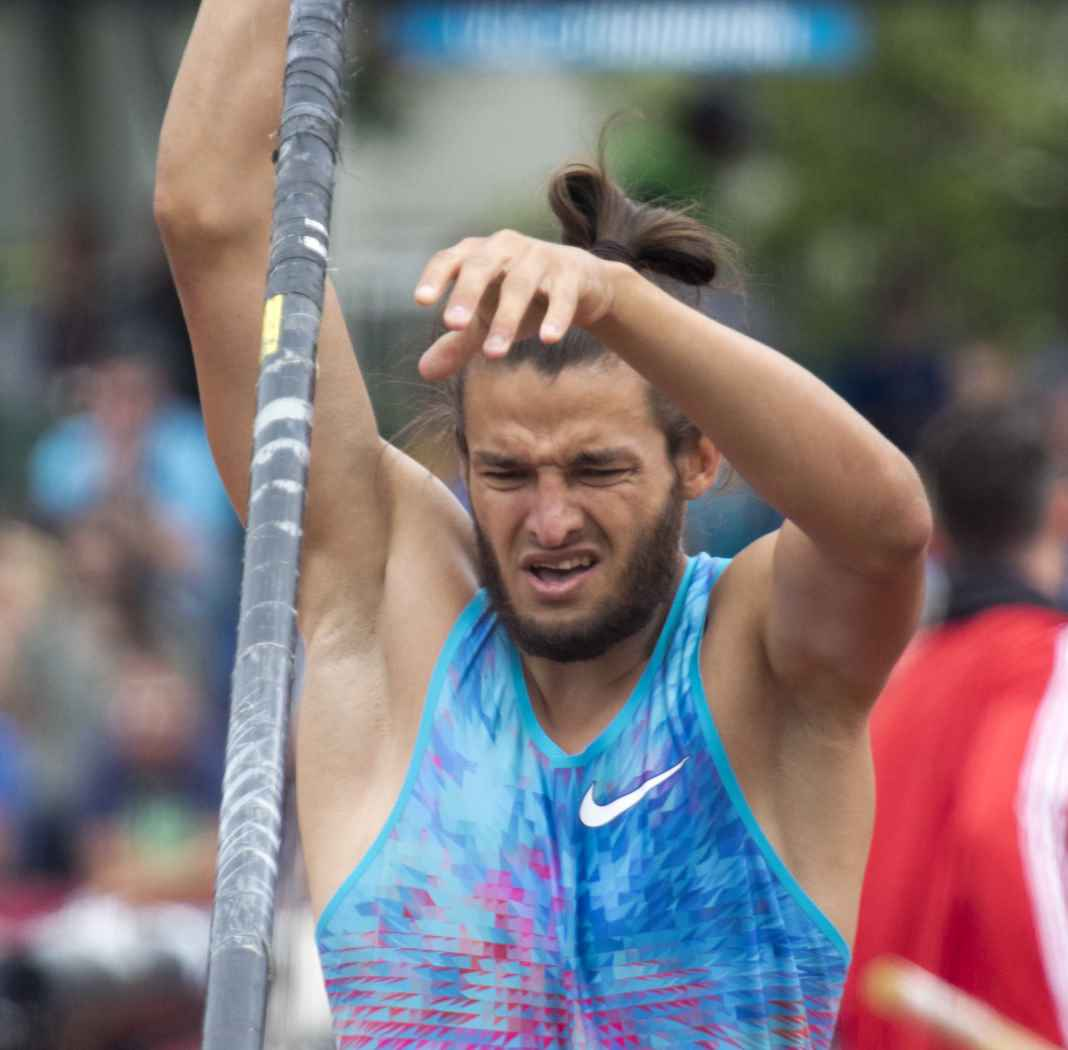
Der viertplatzierte Ilja Schkurenjow
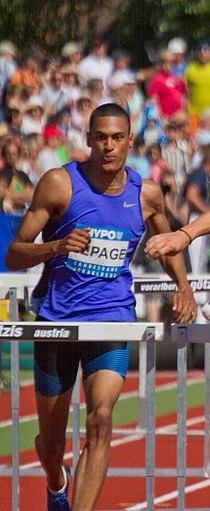
Pierce Lepage belegte Rang fünf
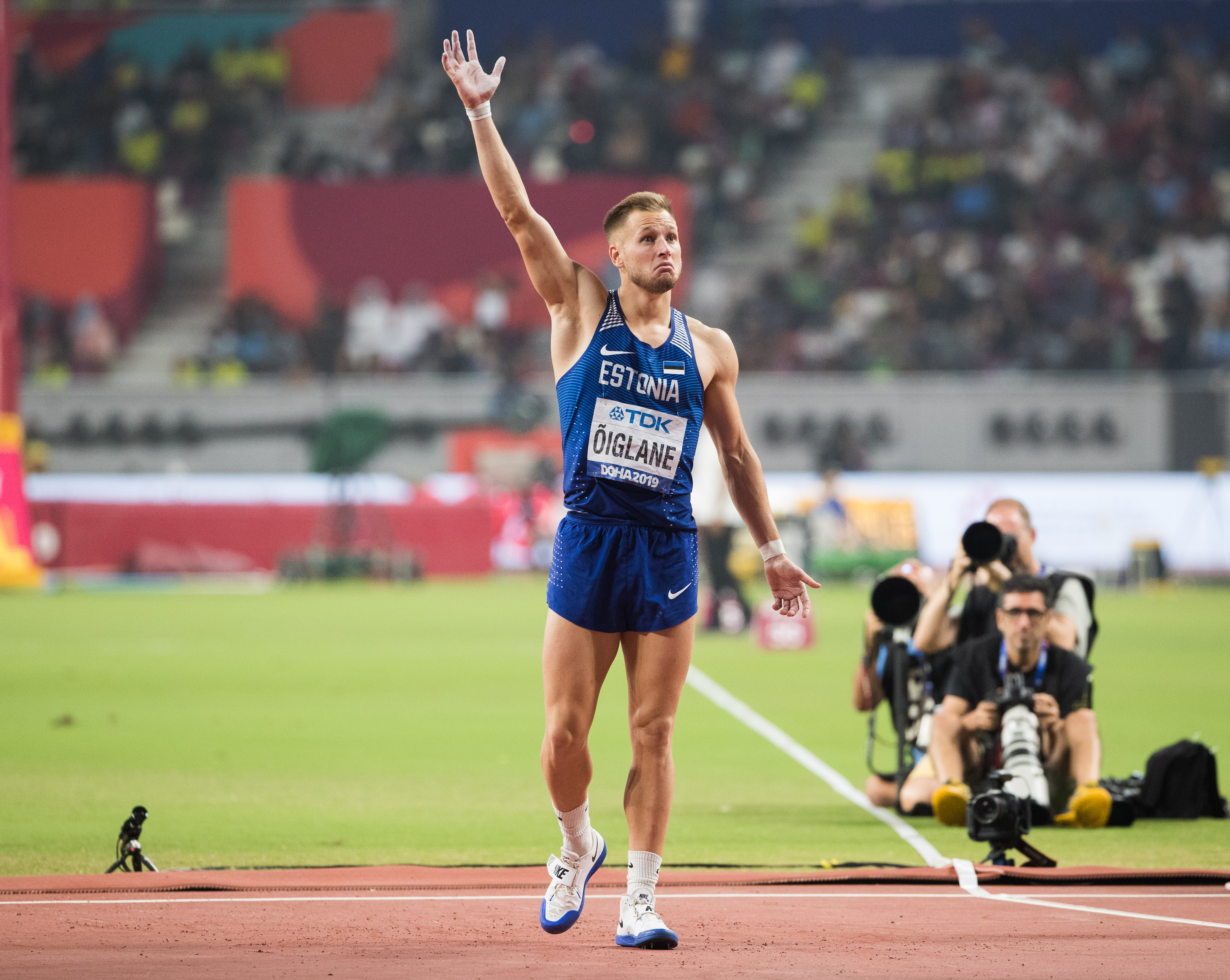
Janek Õiglane kam auf den sechsten Platz
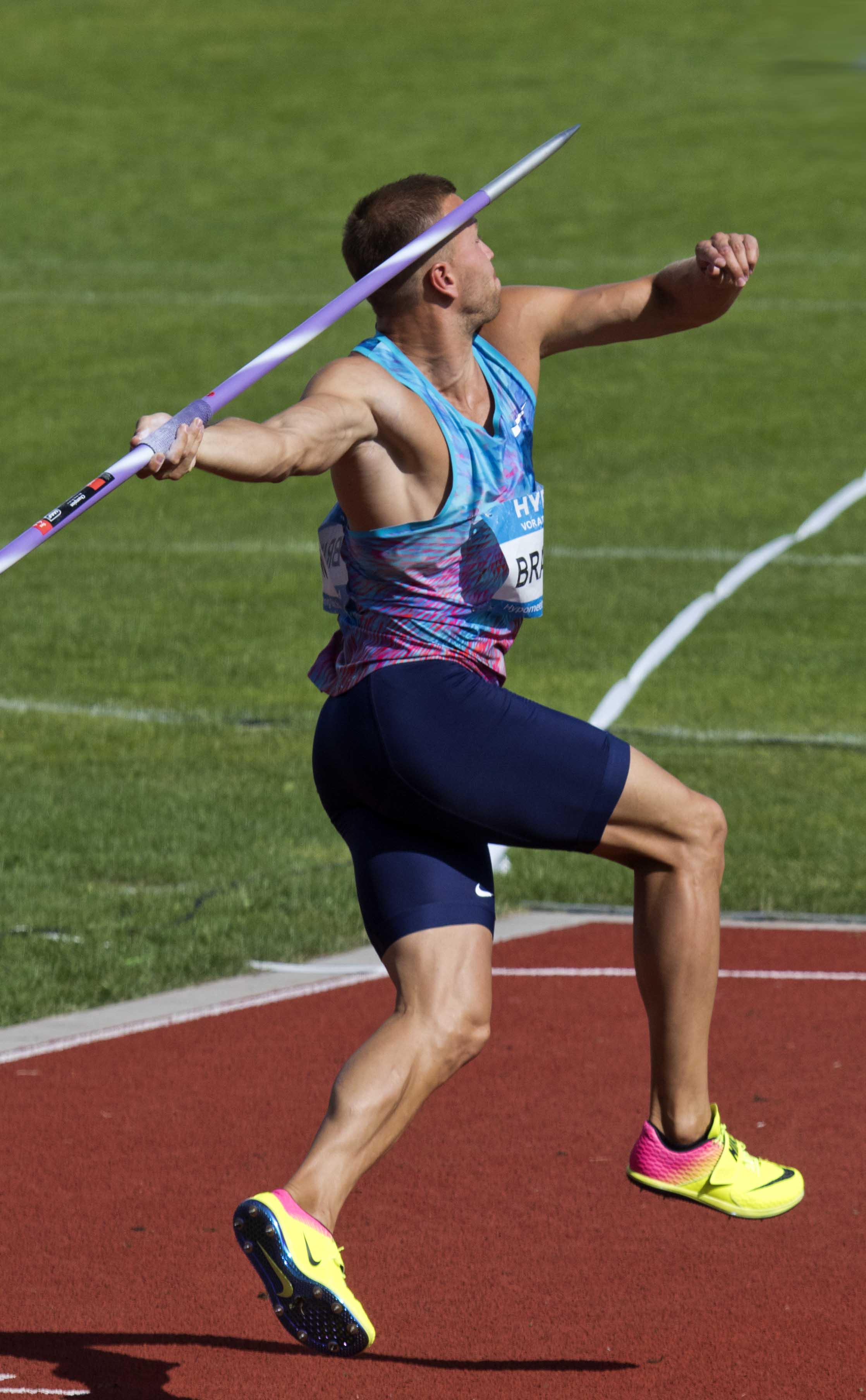
Pieter Braun erreichte Platz sieben
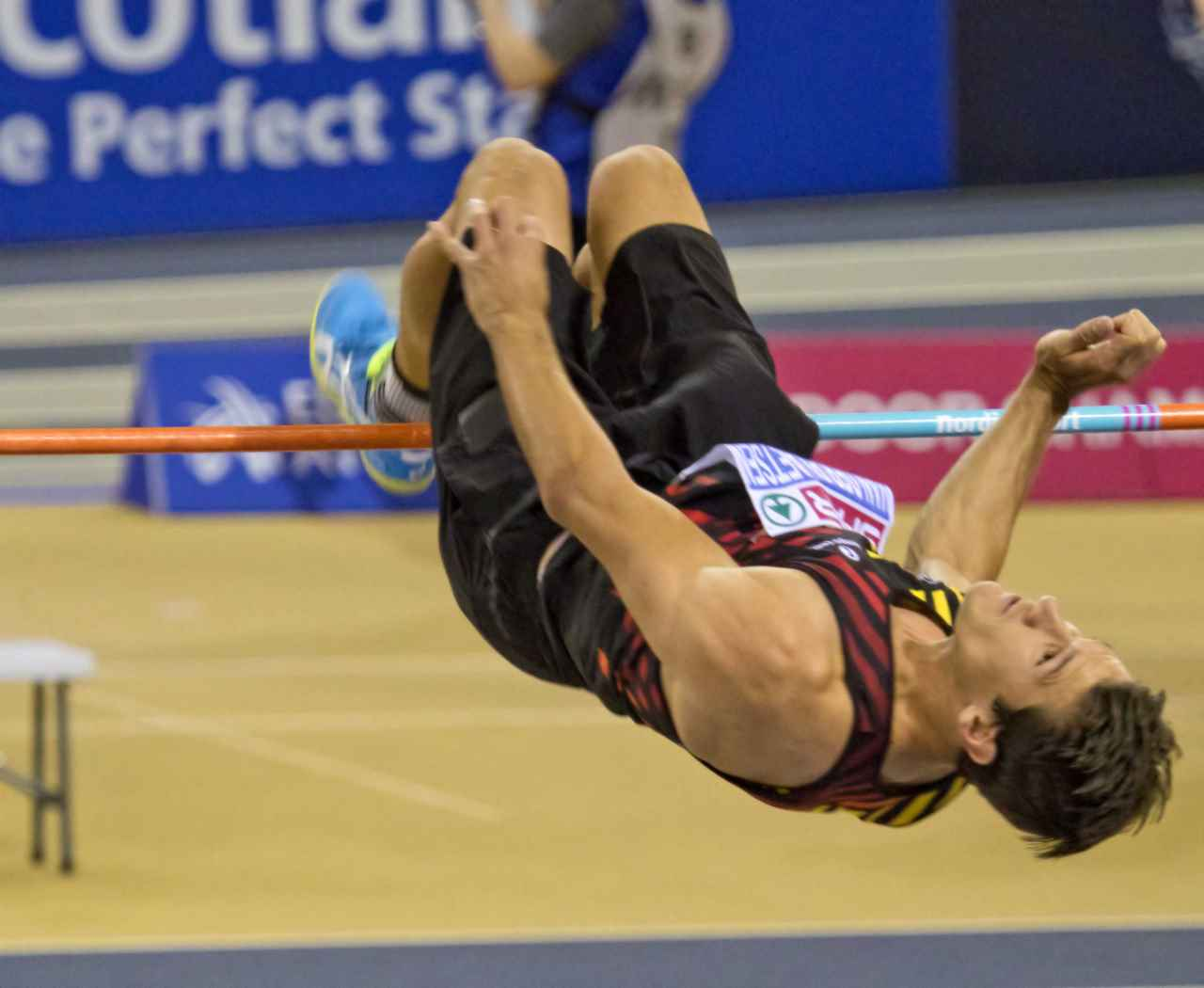
Thomas Van Der Plaetsen wurde Neunter
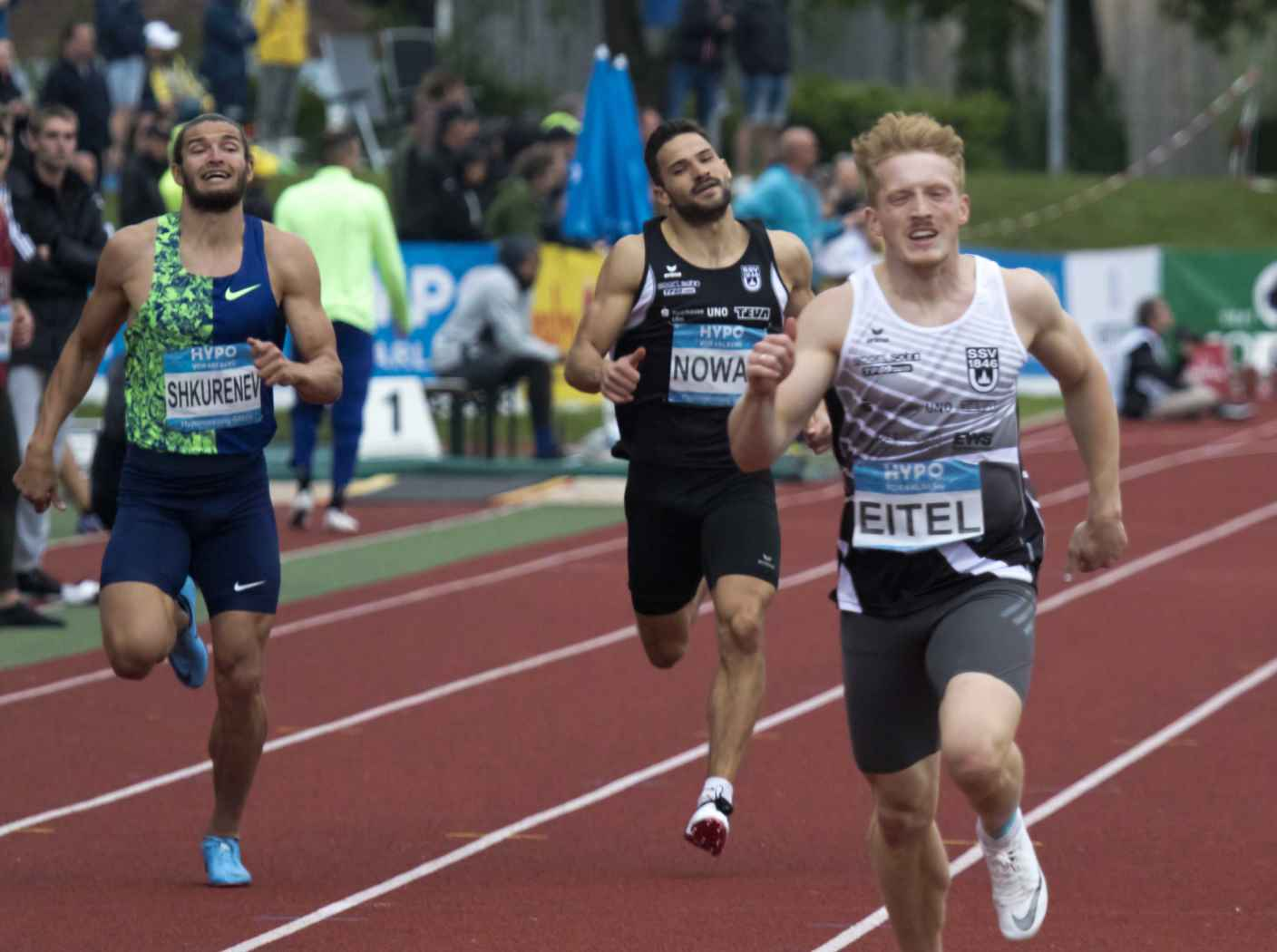
Rang zehn für Tim Nowak (Mitte)
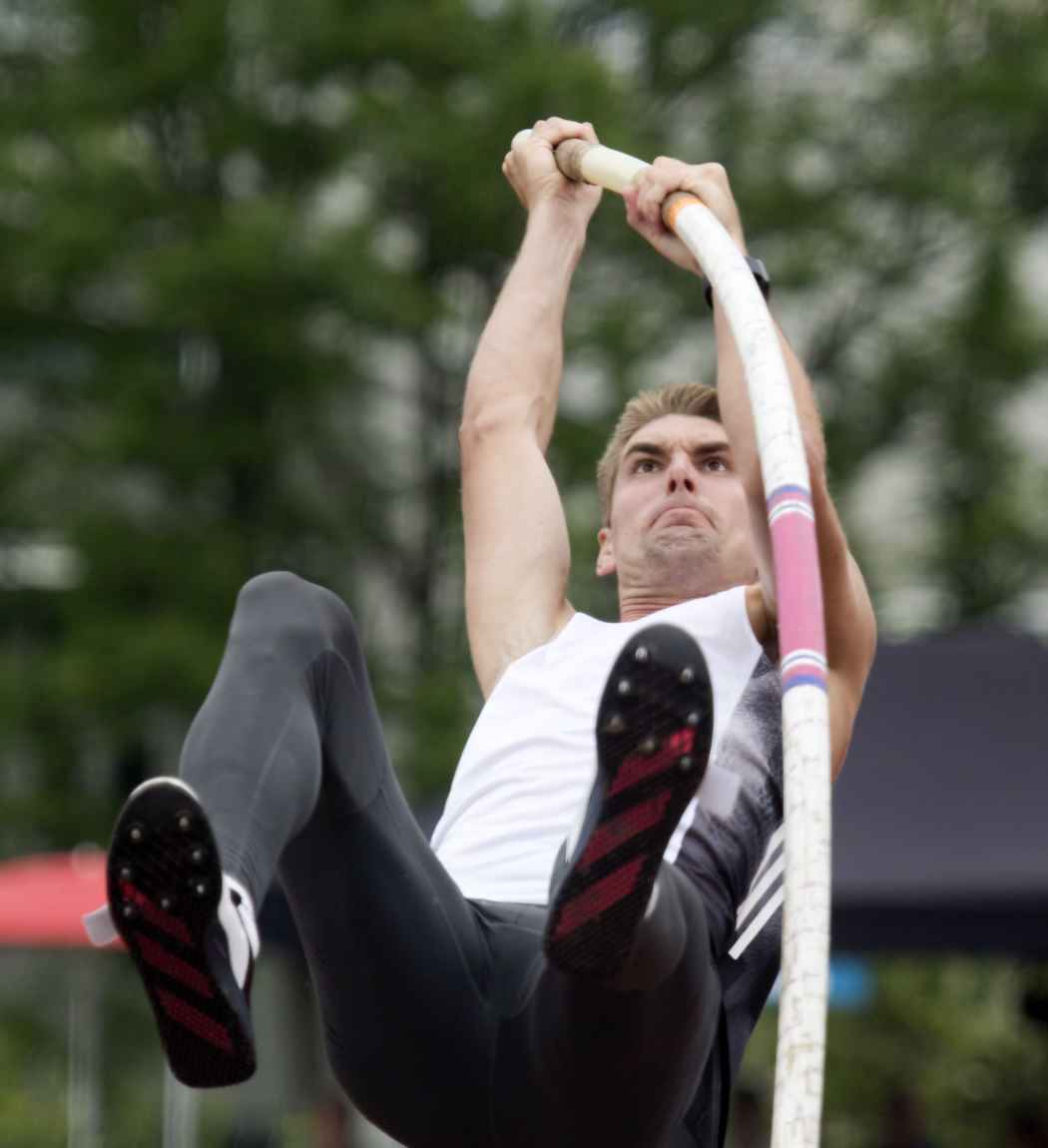
Cedric Dubler – Platz elf
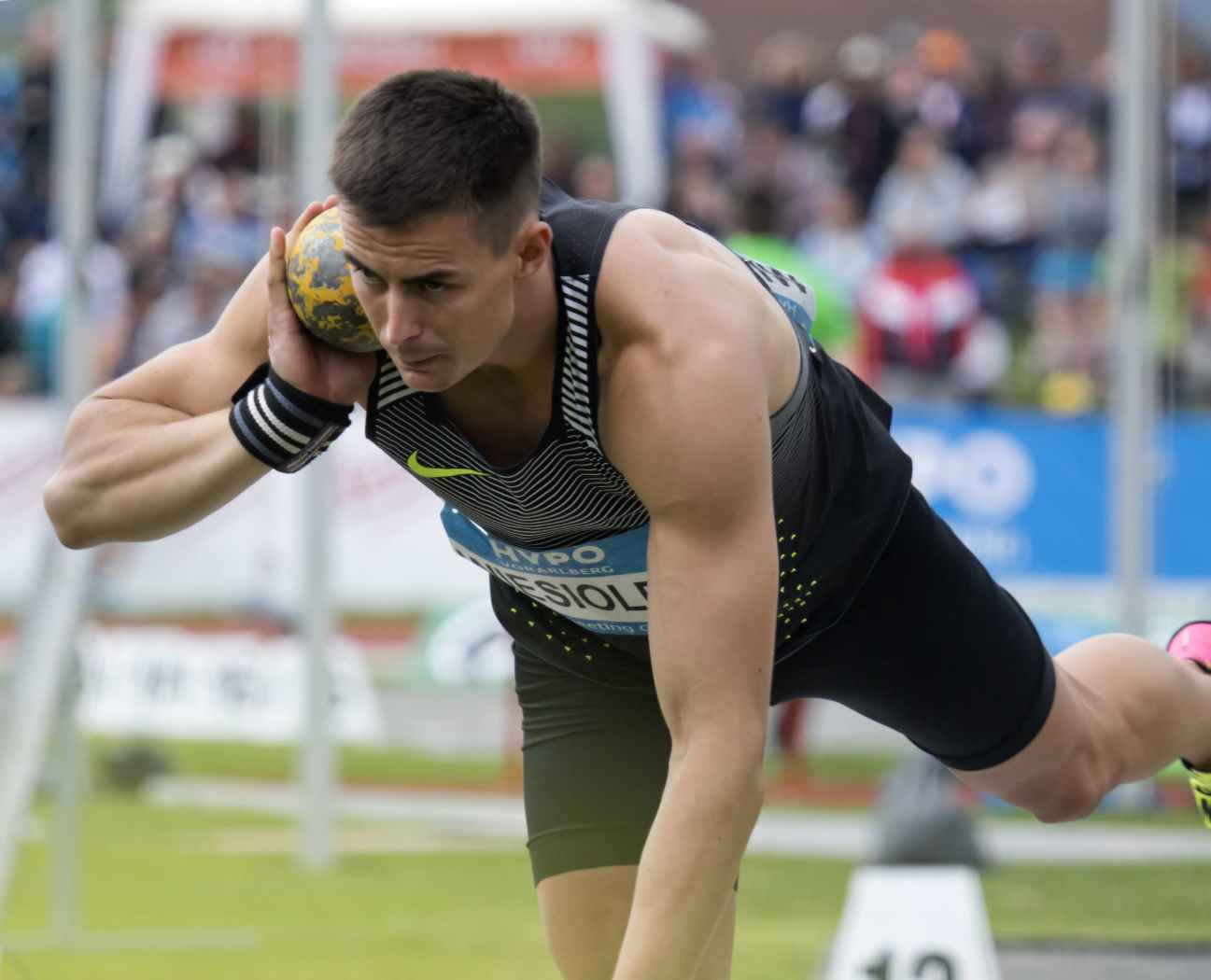
Paweł Wiesiołek – Platz zwölf
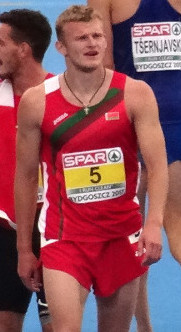
Wital Schuk – Platz dreizehn
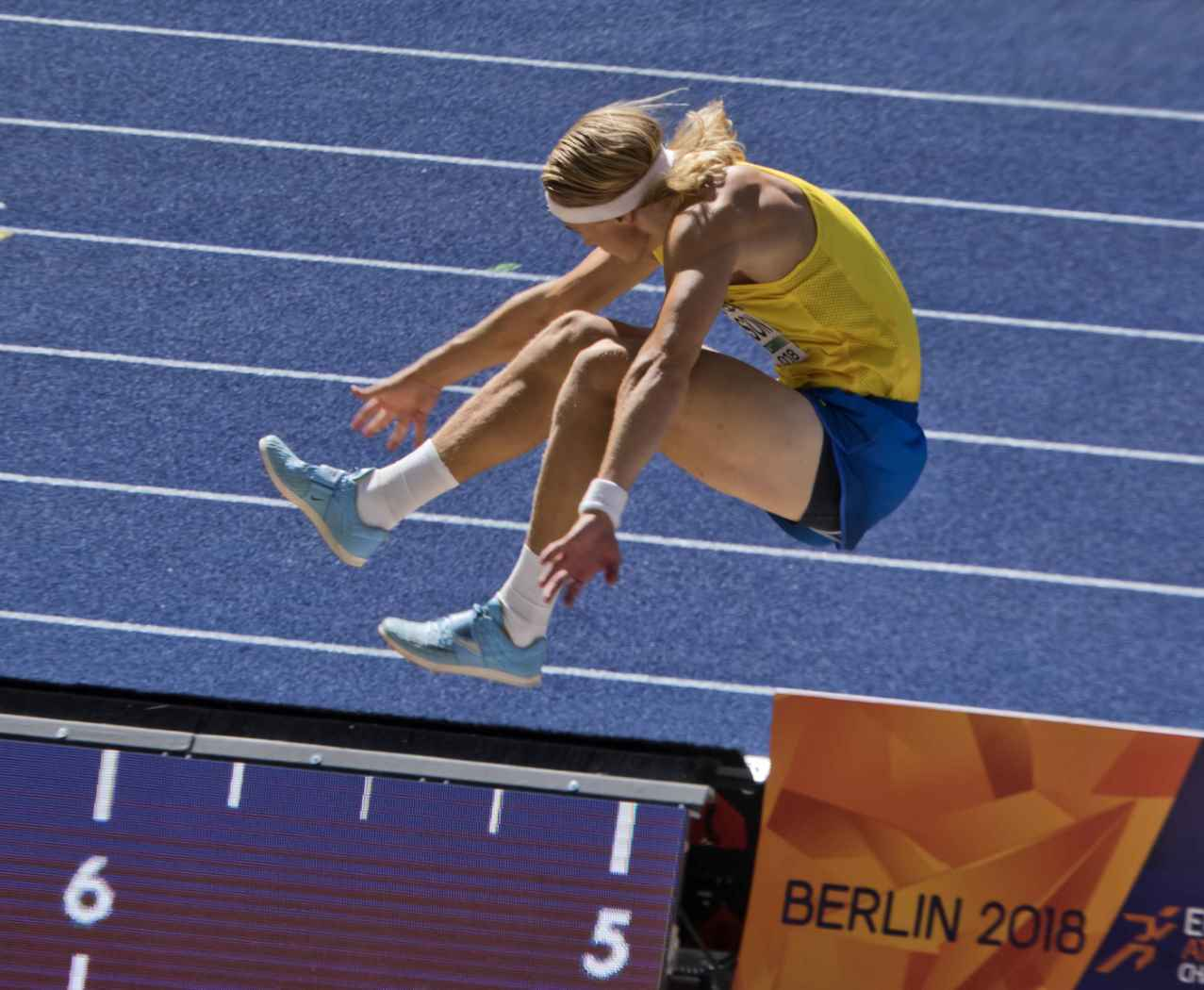
Fredrik Samuelsson – Platz fünfzehn
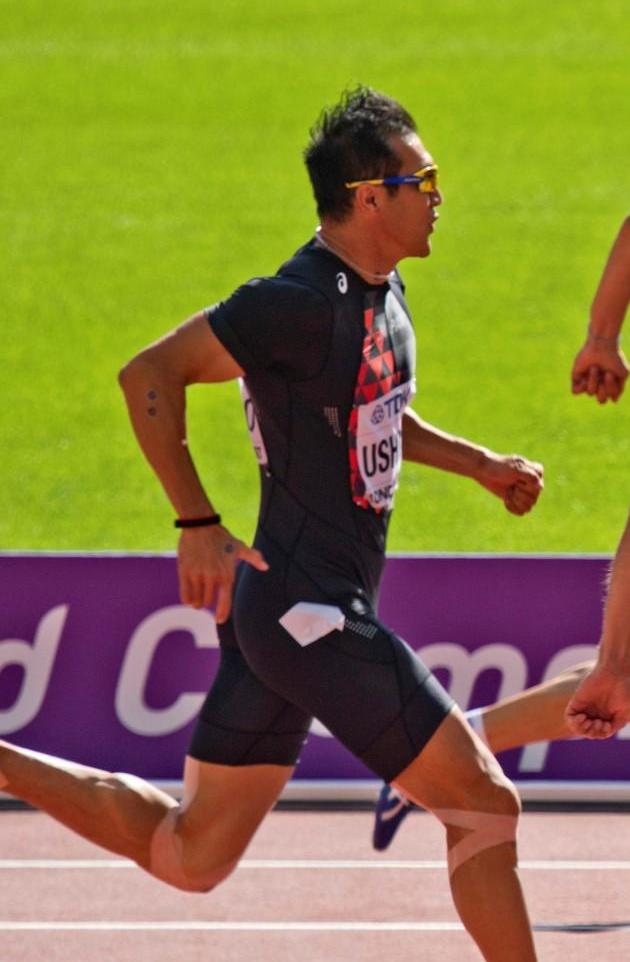
Keisuke Ushiro – Platz sechzehn
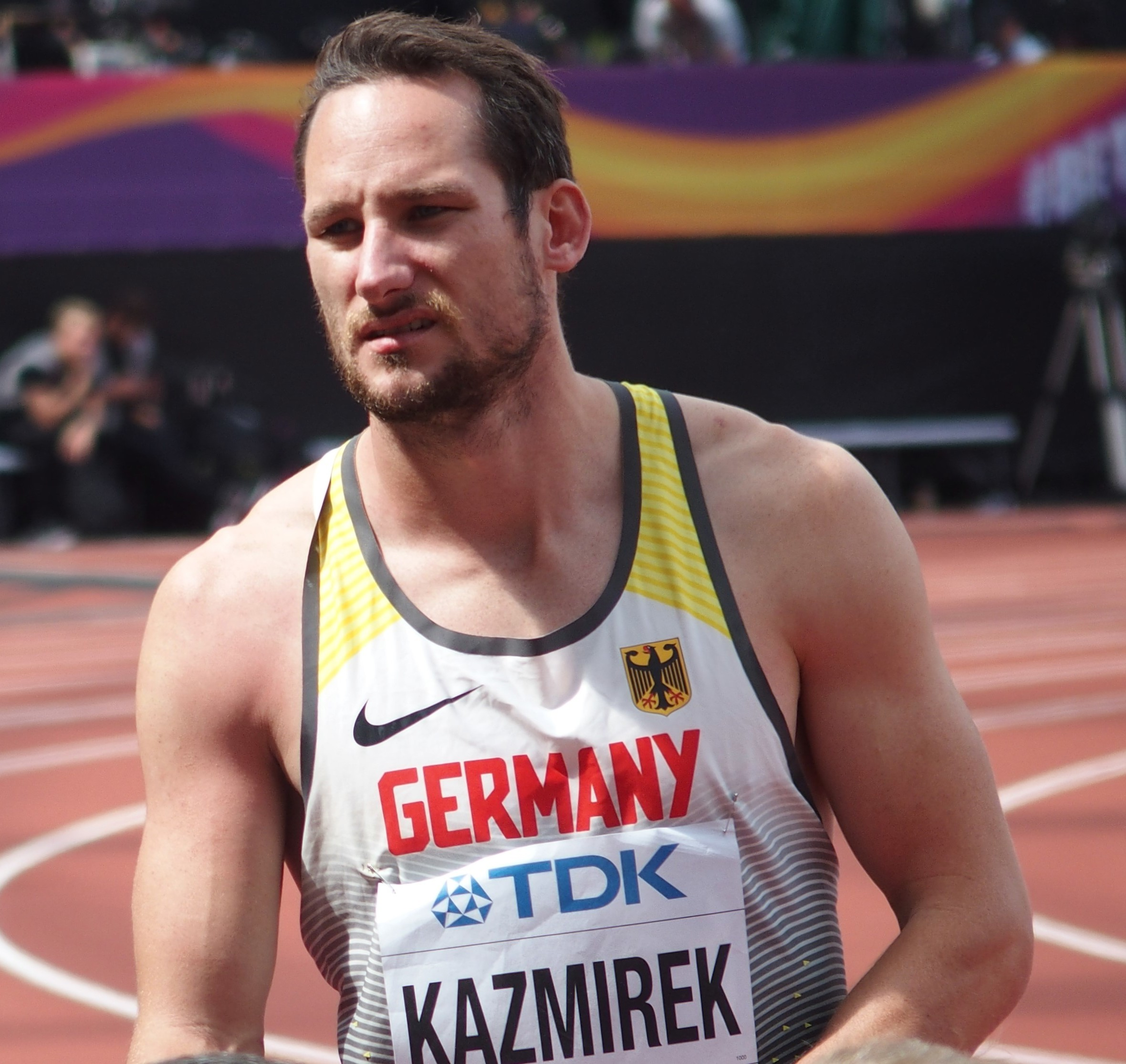
Kai Kazmirek – Platz siebzehn
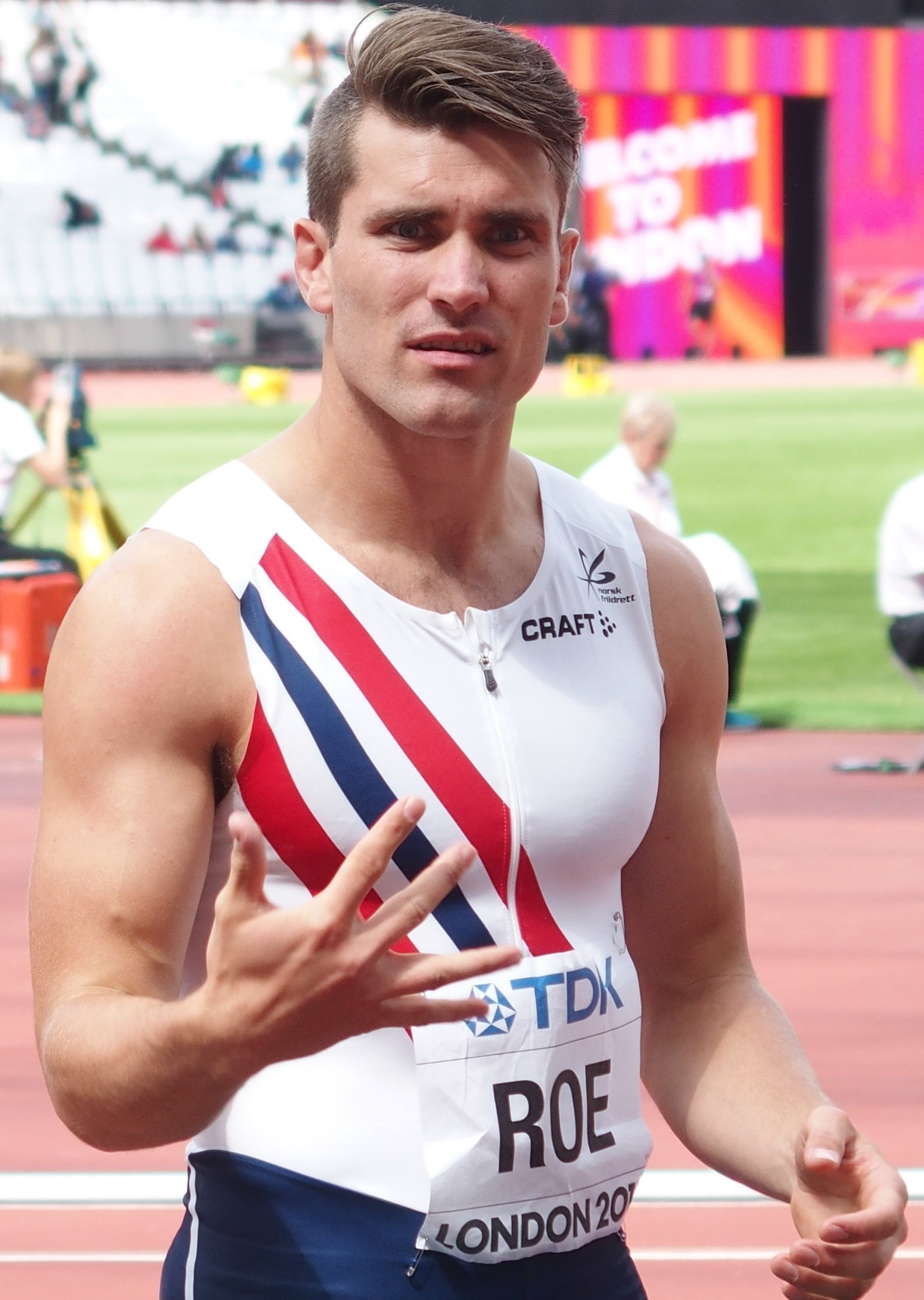
Martin Roe – Platz achtzehn
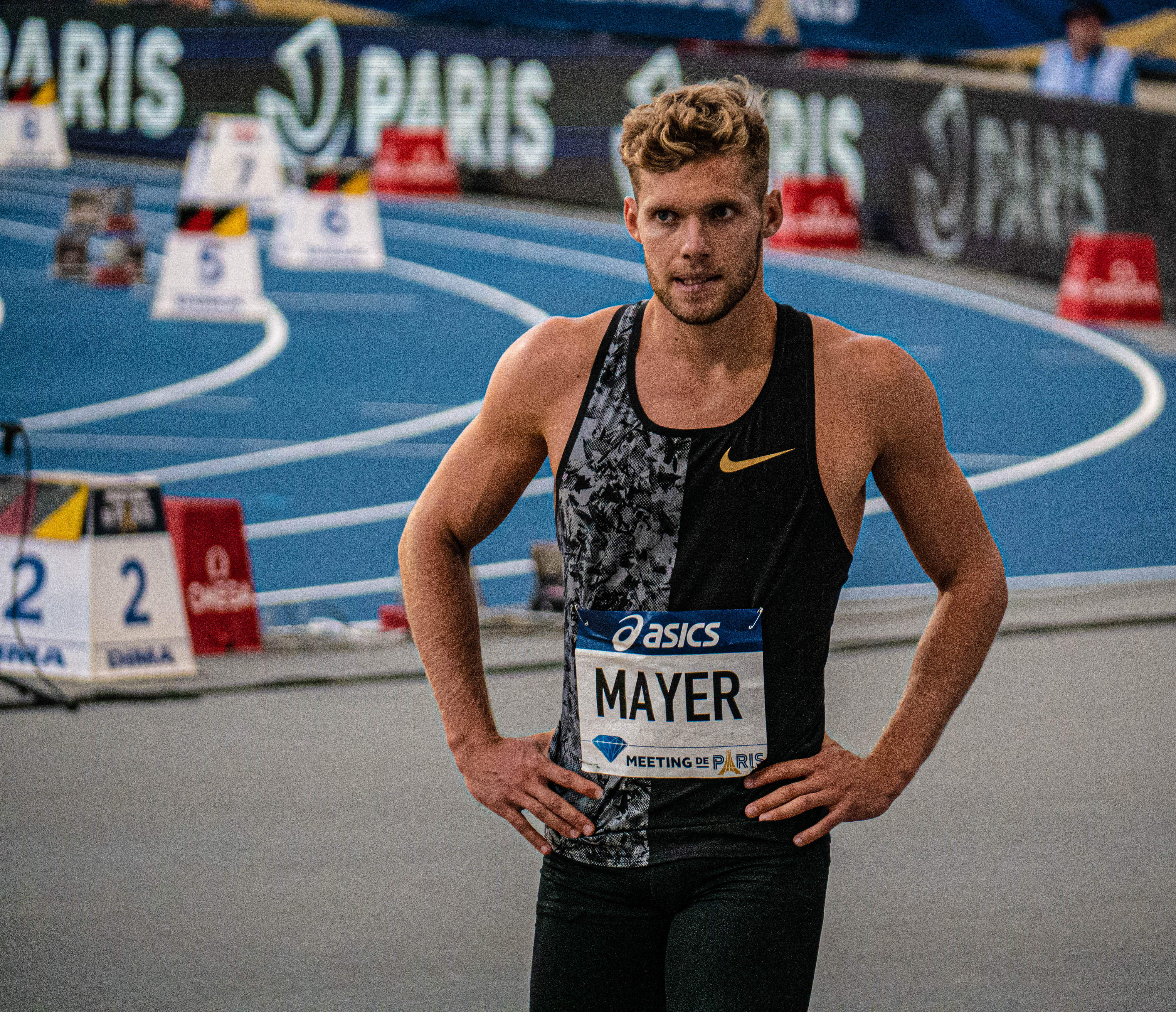
Kevin Mayer – Wettkampf nach dem Stabhochsprung beendet
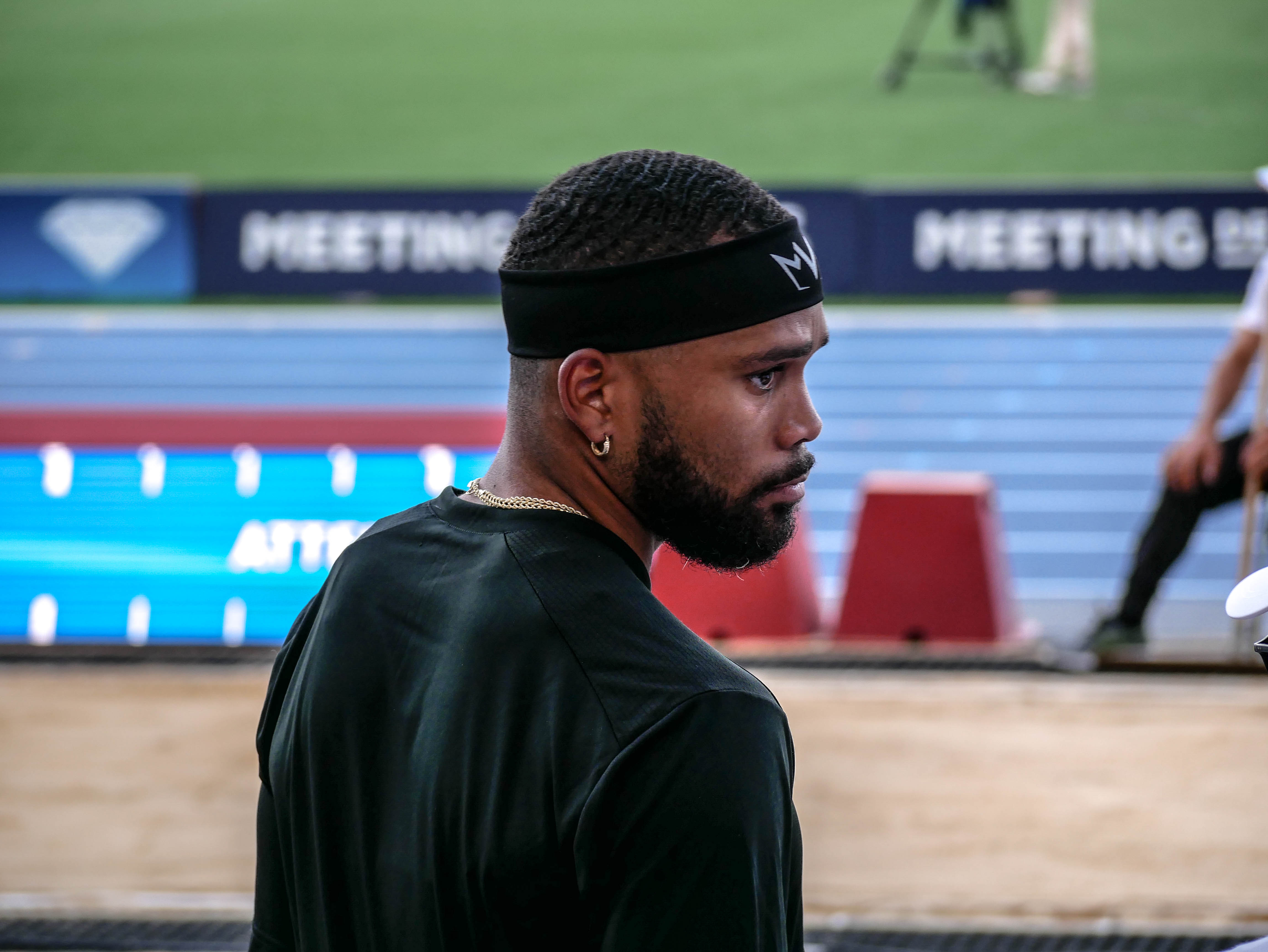
Devon Williams – Wettkampf nach dem Stabhochsprung beendet
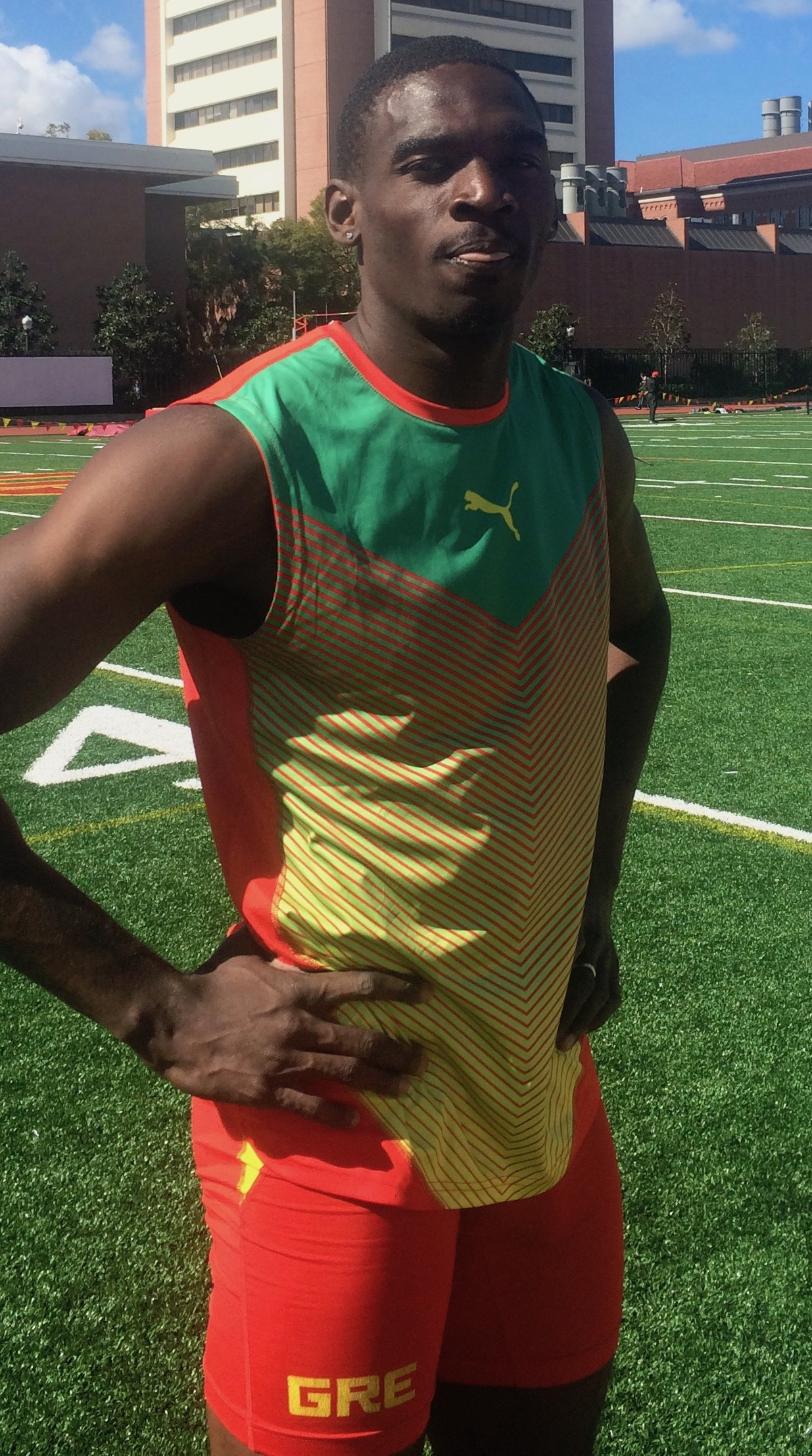
Lindon Victor – zum 1500-Meter-Lauf nicht mehr angetreten
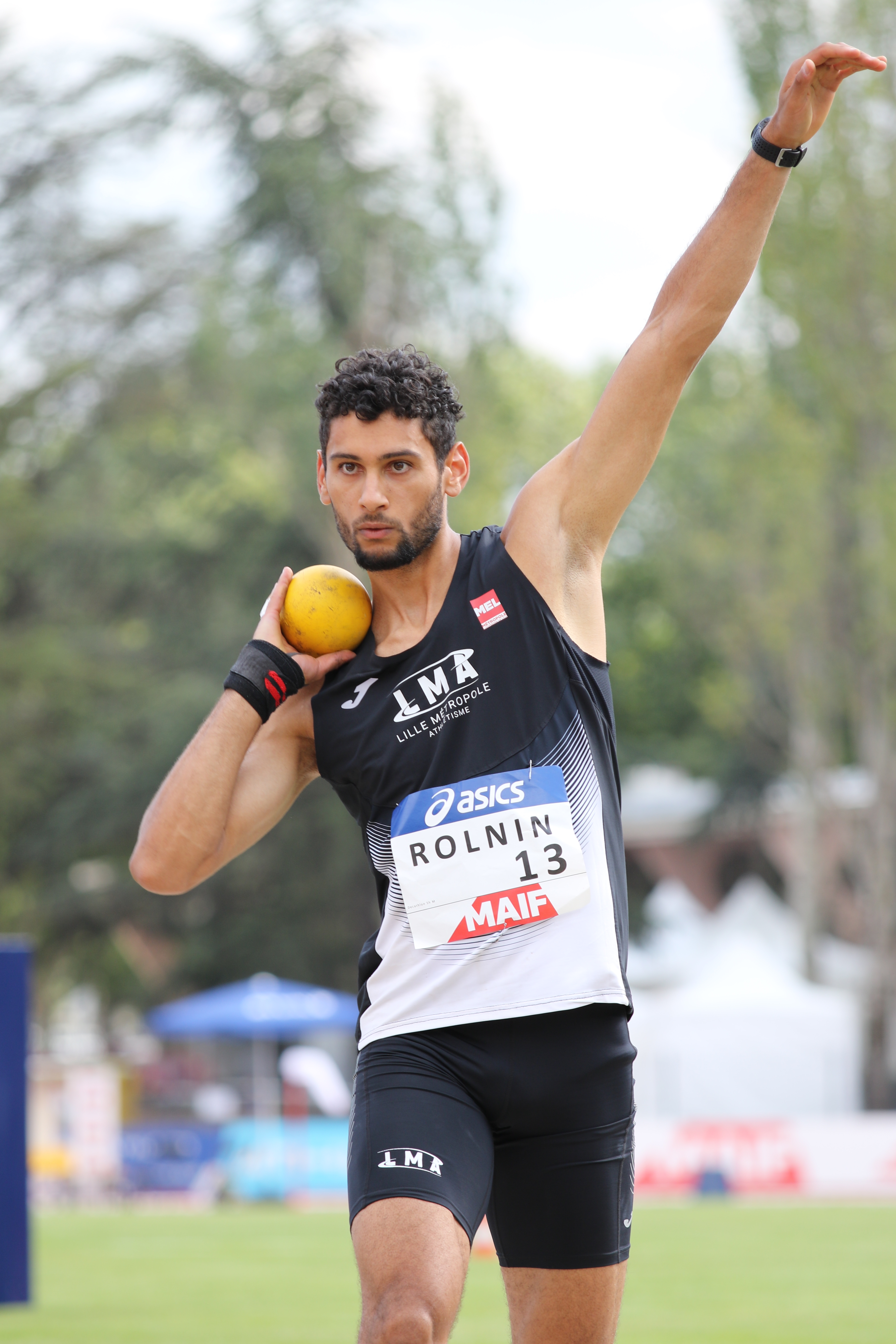
Basile Rolnin – nach der ersten Übung, dem 100-Meter-Lauf, nicht mehr angetreten

## Videolinks
- Decathlon Day 1 | World Athletics Championships Doha 2019, youtube.com, abgerufen am 19. März 2021
- Decathlon Day 2 | World Athletics Championships Doha 2019, youtube.com, abgerufen am 19. März 2021